# Sint-Antonius van Paduakerk (Sluiskil)

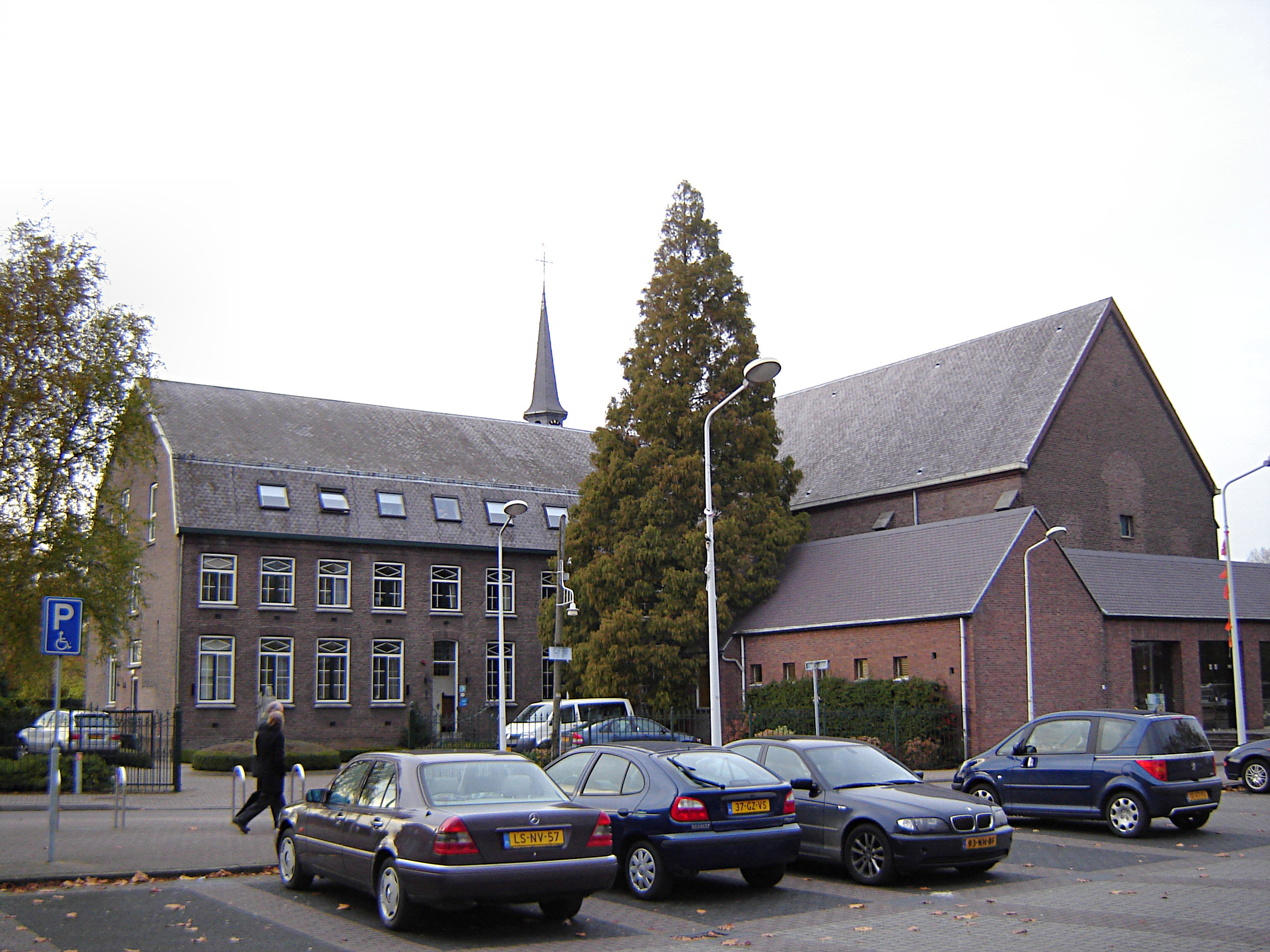
Antonius van Paduakerk en -klooster

De Sint-Antonius van Paduakerk is de voormalige parochiekerk van het tot de Zeeuwse gemeente Terneuzen behorende dorp Sluiskil, gelegen aan de Nieuwe Kerkstraat 24.

## Geschiedenis
In 1897 vestigden de Kapucijnen zich te Sluiskil. Hun klooster en kloosterkapel brandde echter af in 1900. In 1901 werd een nieuw klooster met kerk in gebruik genomen, ontworpen door broeder Felix van Dennenburg. De kloosterkerk werd na enige tijd een rectoraatskerk, die in 1966 nog werd uitgebreid met een rechter transept en gemoderniseerd. Het klooster werd echter opgeheven in 1981. Begin 21e eeuw werd, wegens teruglopend kerkbezoek, het transept van de kerk afgescheiden en in gebruik genomen als bibliotheek. De kerkruimte werd in 2013 onttrokken aan de eredienst en verkocht. Sindsdien is er een hotel in gevestigd.

## Gebouw
Het betreft een sobere bakstenen kerk met een dakruiter.